# Bulltofta flygplats
Bulltofta flygplats (IATA: MMA, ICAO: ESMM) var under 1923–1972 den största inhemska flygplatsen för staden Malmö, tills den ersattes av Malmö Sturup flygplats (eller av Köpenhamn Kastrup flygplats, på andra änden Öresundsbron när förbindelsen öppnades i 2000) Det tidigare flygplatsområdet, idag kallat Bulltoftafältet, beläget i delområdet Bulltofta, har omvandlats delvis till en stor park och delvis kommersiellt område. På Bulltofta flygplats tid gick den under namnet flygfält, och den före detta flygplatsen kallas av denna anledning än idag för Bulltoftafältet.

## Historik

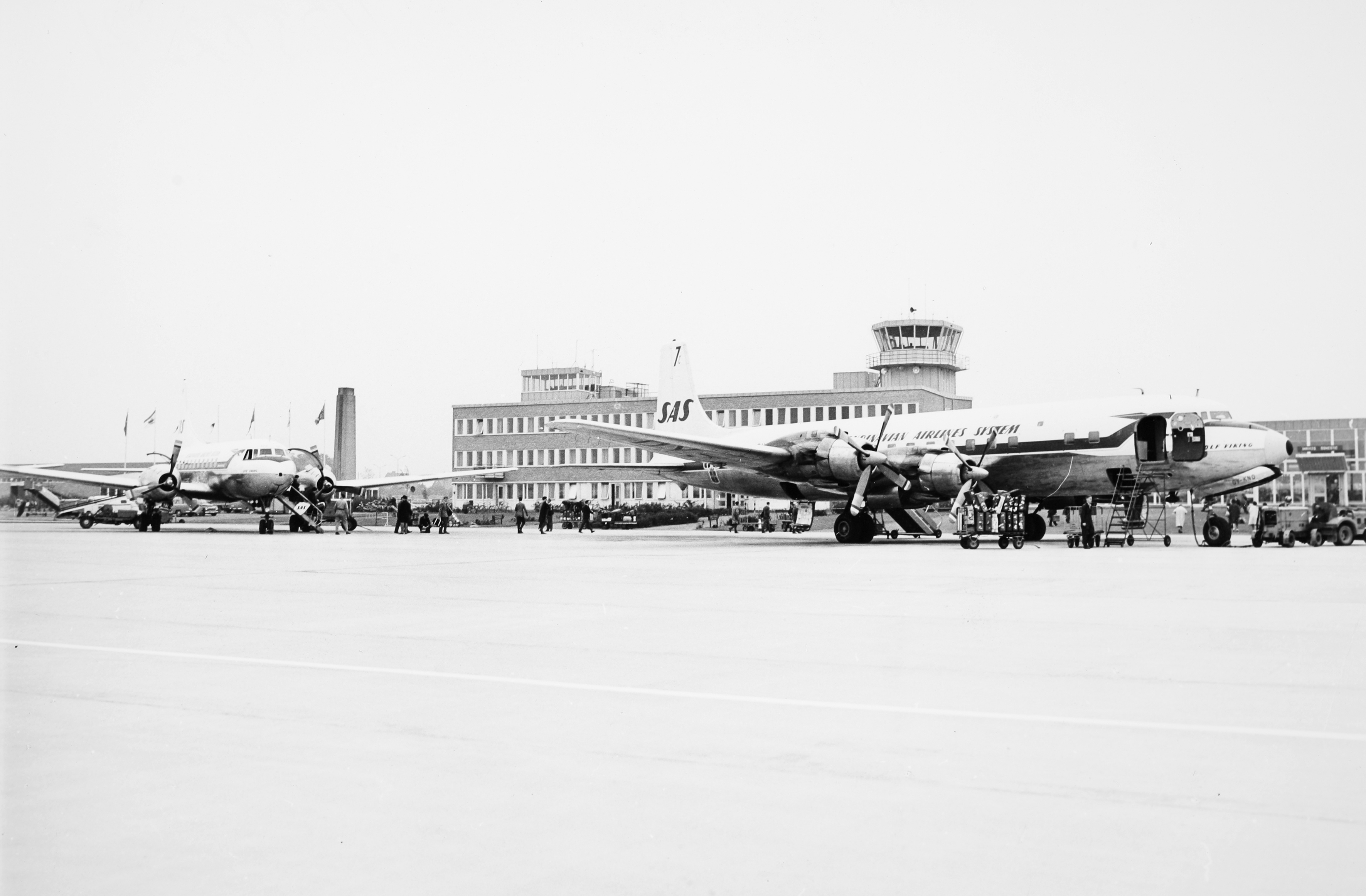
Flygtrafik på Bulltofta på 1960-talet.

Flygplatsen Bulltofta anlades på Kronprinsens husarregementes nya övningsplats och invigdes i september 1923. När reguljärturerna startade 1924 var linjen Malmö-Köpenhamn världens kortaste flyglinje. Tidigare fanns en flygplats för sjöflygplan vid Spillepengen. På 1930-talet var Bulltofta en av Europas viktigaste flygplatser, med linjer till bland annat England, Frankrike och Nederländerna.
År 1941 förlades flygflottiljen F 10 till Bulltofta. Under slutet av andra världskriget, från juli 1943 till maj 1945, nödlandade 29 flygande fästningar och 33 B-24 bombplan på fältet, och det blev interneringsläger för amerikanska flygare. Bulltofta var en av de tre platserna i Sverige där amerikansk servicepersonal hade tillåtelse att reparera sina flygplan. Efter kriget blev flygplatsen åter civil. F 10 flyttade då till Ängelholm.
År 1952 fick Bulltofta asfaltbanor och då blev chartertrafiken med jetflygplan betydande. Bullret blev dock för kraftigt, samtidigt som man insåg att den växande flygtrafiken krävde mer plats än vad som fanns tillgängligt på Bulltofta, så i december 1972 lades flygplatsen ned och ersattes av Sturup. Den 15 september 1972 inträffade ett kapardrama av ett passagerarplan på Bulltofta.
Idag finns den senast byggda passagerarterminalen kvar med kontrolltornet på taket, före detta Optimera. Även en del hangarer och ett radartorn finns kvar, men i övrigt har Bulltofta blivit bostadsområde med radhus, företagsområde och en parkanläggning med öppna ytor och planterade träd. Bulltoftaparken har tagit en del av flygfältets område i anspråk och Inre ringvägen går rakt igenom den forna flygplatsytan. I anslutning till radhusområdet ligger Mölletoftaskolan (F–3) och Mölledals gymnasium med inriktning på byggutbildning.

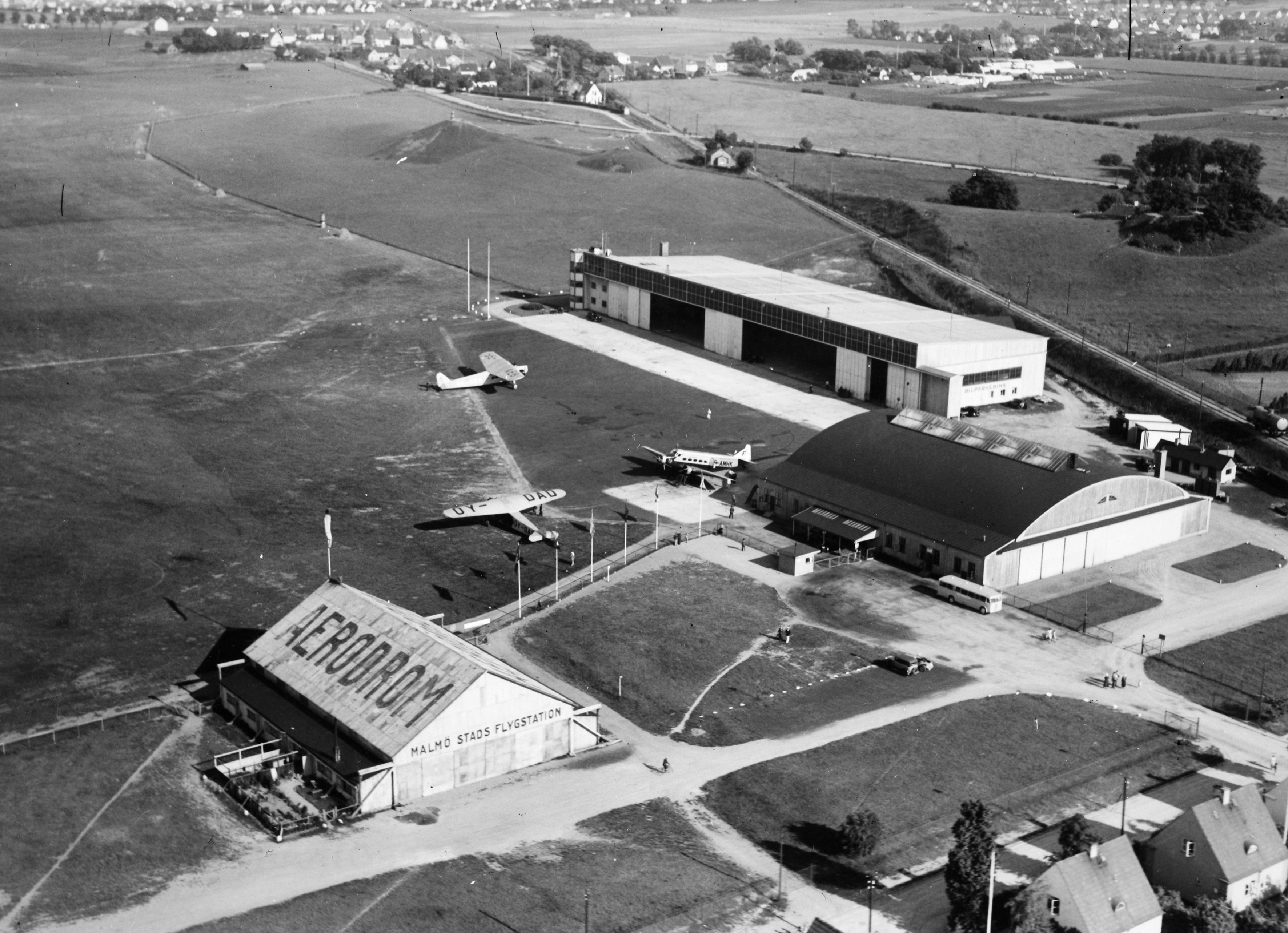
Bulltoftas tre hangarer på 1930-talet sedda från nordväst: Hangar 1 med texten "Aerodrom" på taket, till höger den "lunettformade" hangar 2 och bakerst den stora hangar 3.
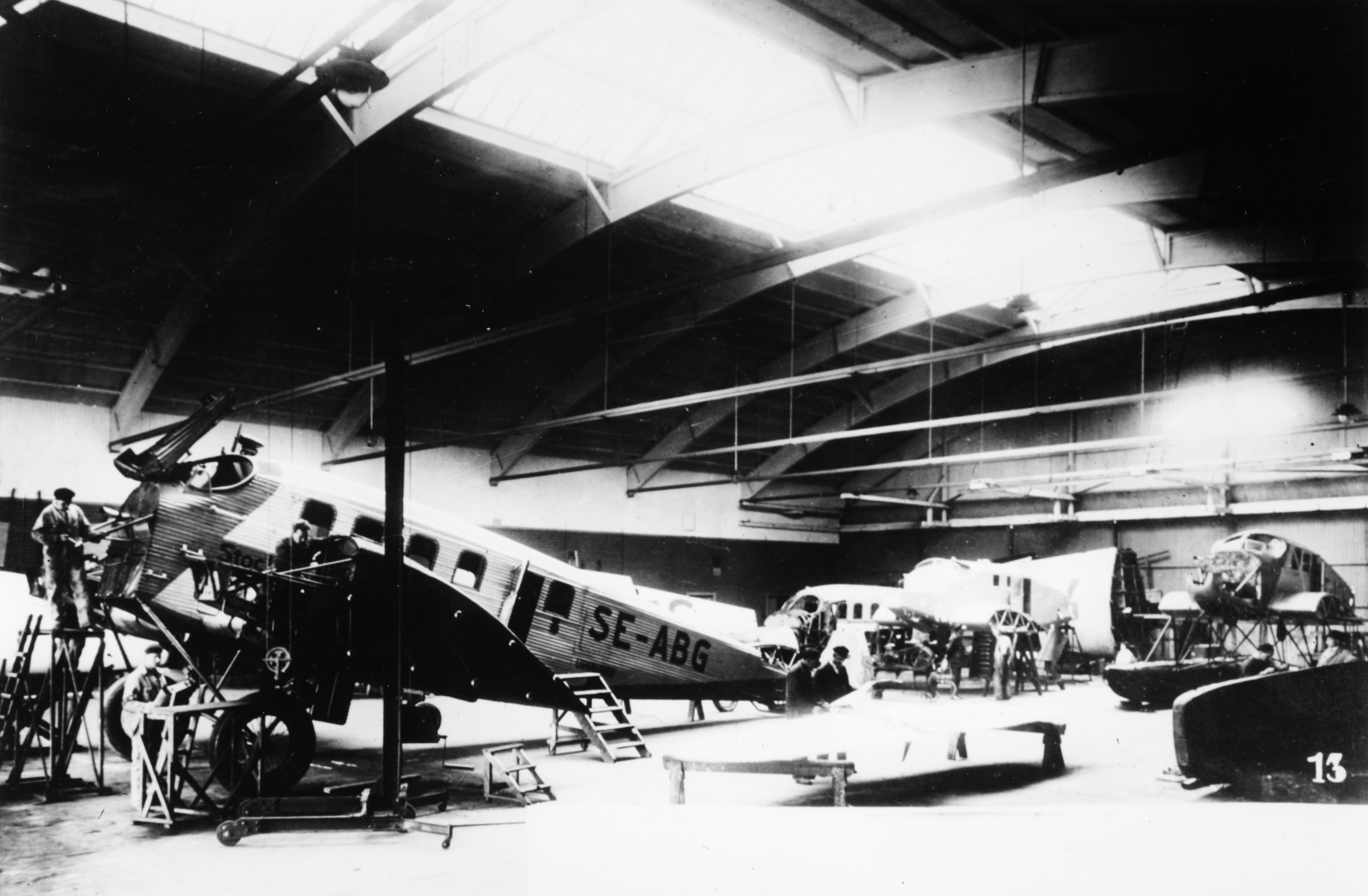
AB Aerotransports Junkers G24 "Uppland", tillverkad av AB Flygindustri får service i hangar 2. Just detta flygplan, SE-ABG, deltog i räddningsaktionen efter Umberto Nobile 1928 och var det första egentliga flygplanet någonsin som flög över Norra ishavet till Spetsbergen.
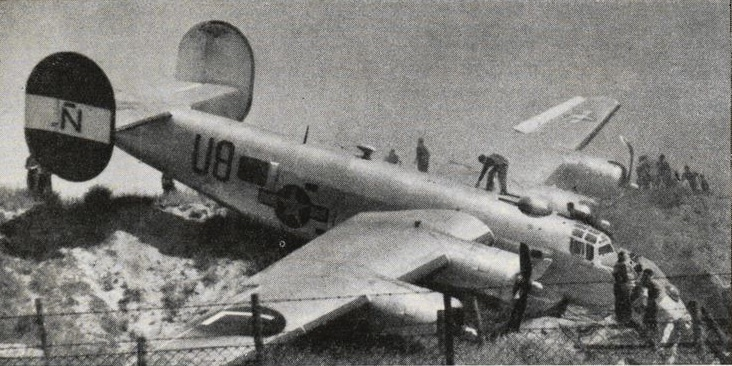
En B-24 Liberator som nödlandat på Bulltofta den 20 juni 1944.

## Rester
2020 kunde nedanstående kvarlevor av flygplatsen återfinnas:

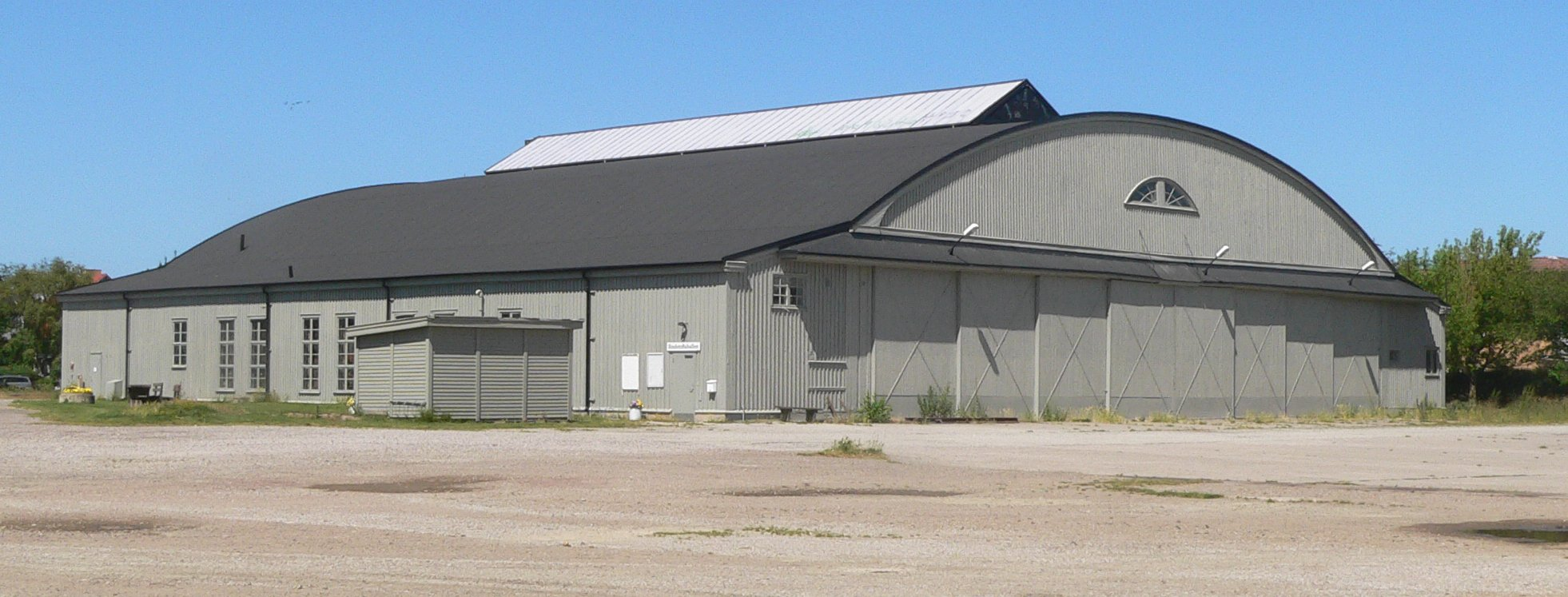
Hangar 2 (byggd 1926) är den enda av Bulltoftas tre "egna" hangarer som finns kvar. Hangar 1 (byggd 1923) revs 1969 och hangar 3 (byggd 1929) förstördes vid en brand 1979.
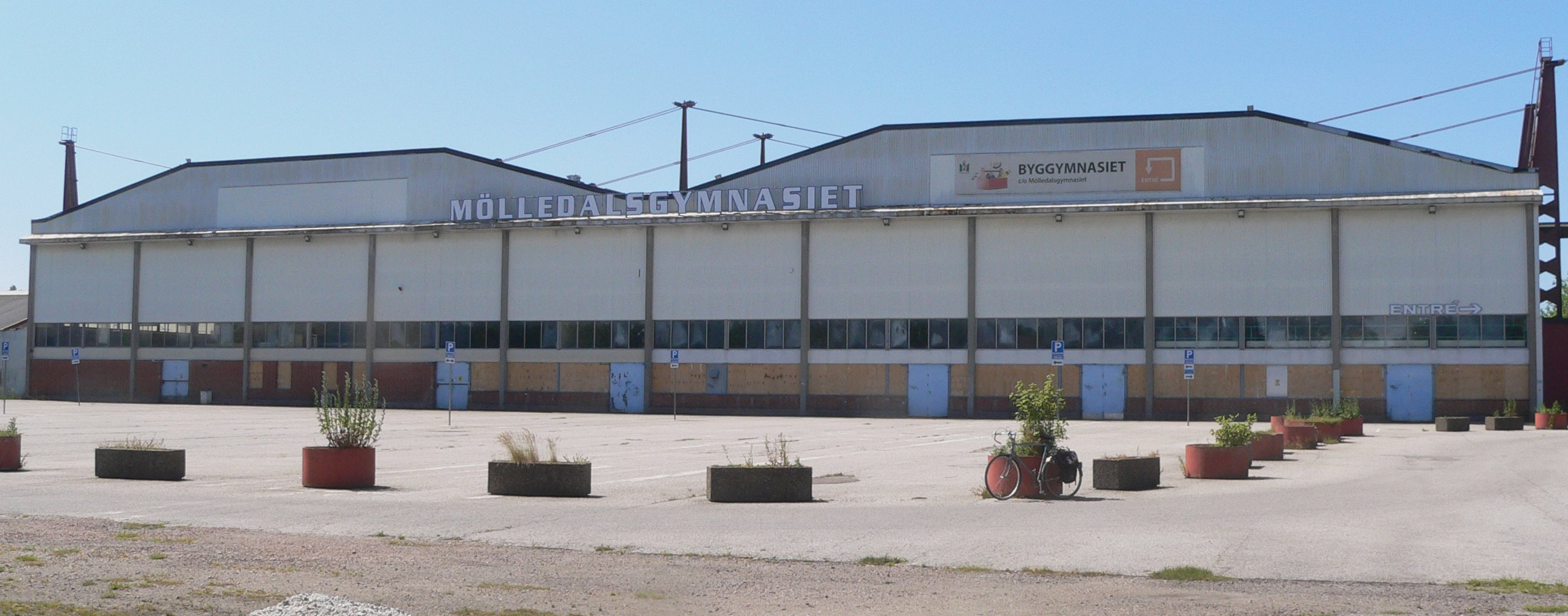
Transairs hangar invigdes 1963 och används nu av Mölledalsgymnasiet för bygg- och verkstadsteknisk utbildning.
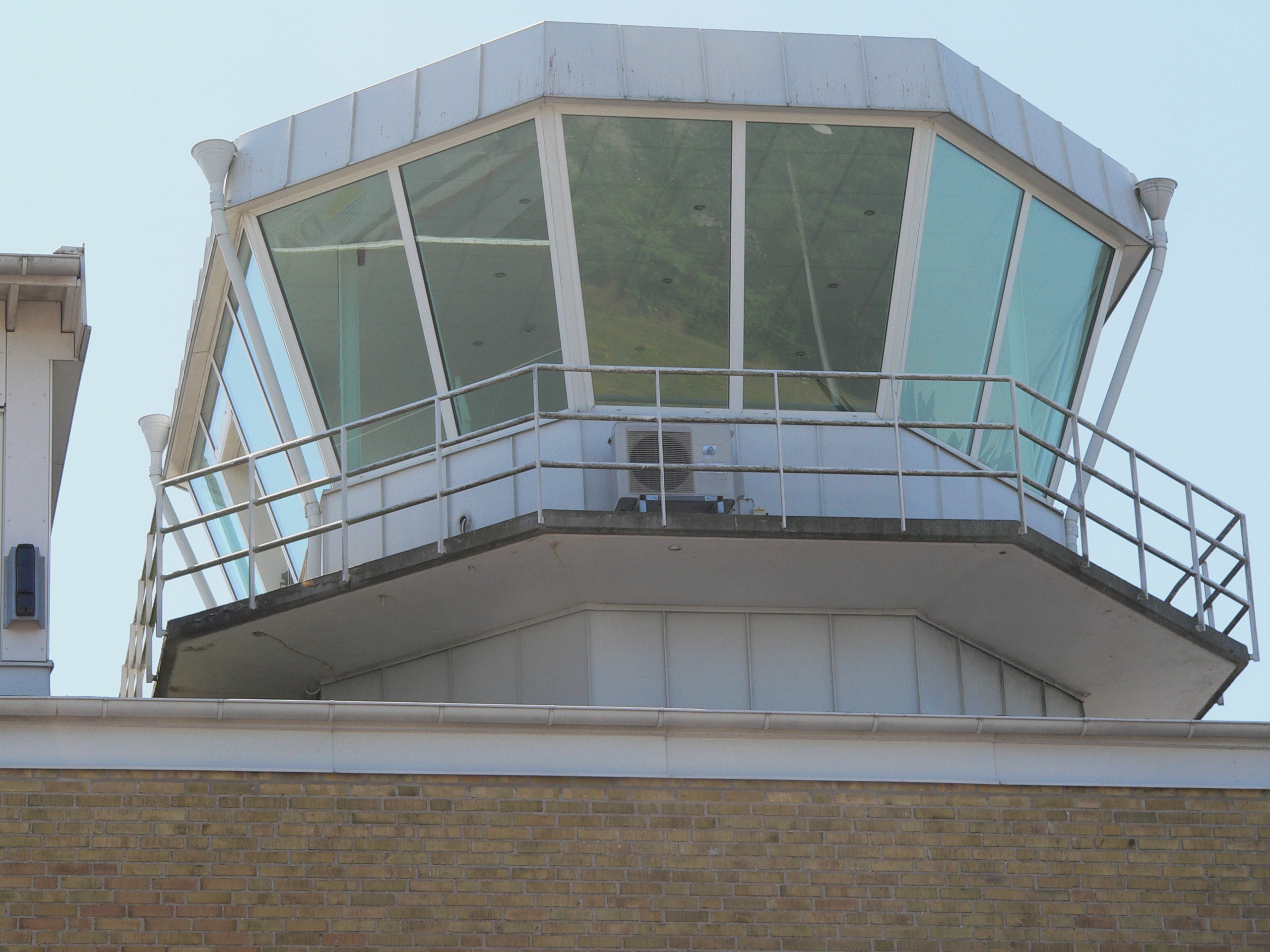
Den "nya" terminalbyggnaden, byggd 1959, med "flygledartornet" på taket finns fortfarande kvar. Den "gamla" terminalen byggd 1943 användes sedan som administrationsbyggnad av Transair, men revs efter en brand 1991.
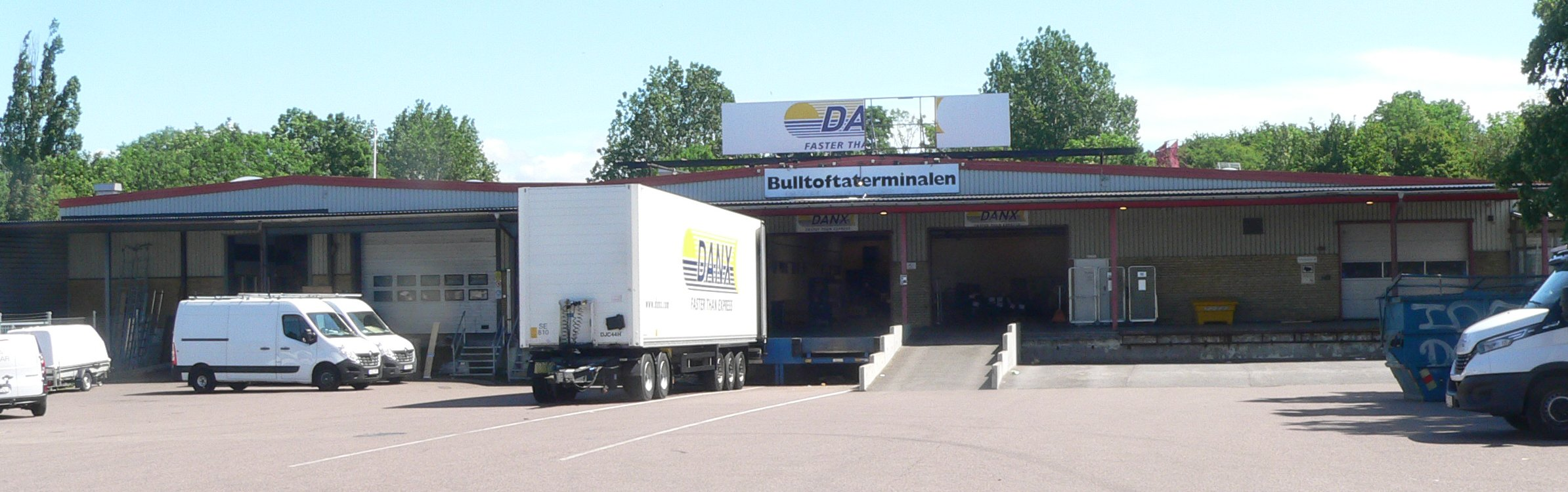
Fraktterminalen som ligger strax öster om den "nya" terminalen användes långt efter stängningen - och används än idag för liknande ändamål.
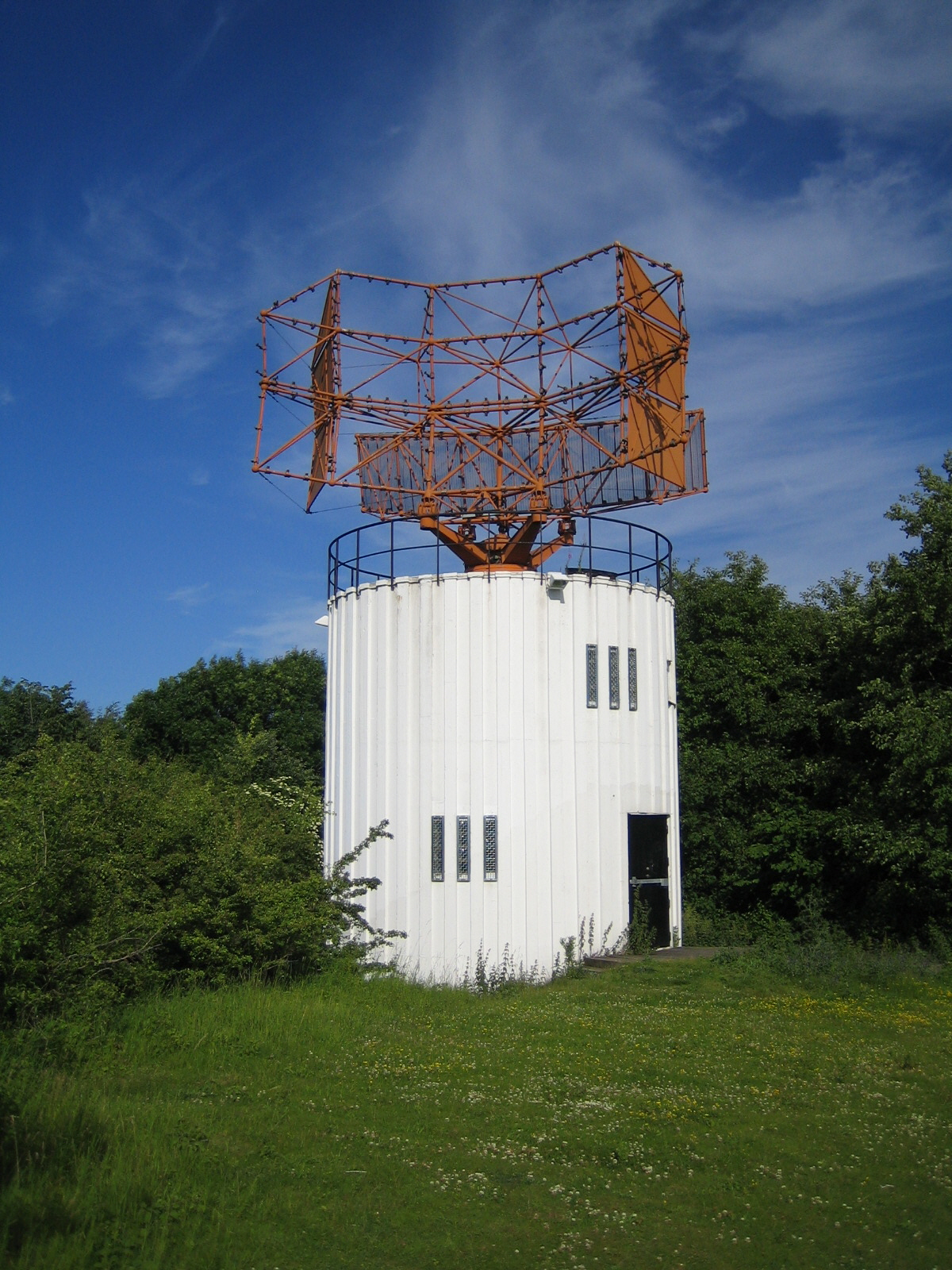
Radartornet öster om fraktterminalen (och sydost om motionscentret) finns också kvar och här startar (och slutar) motionsslingorna på Bulltofta rekreationsområde.
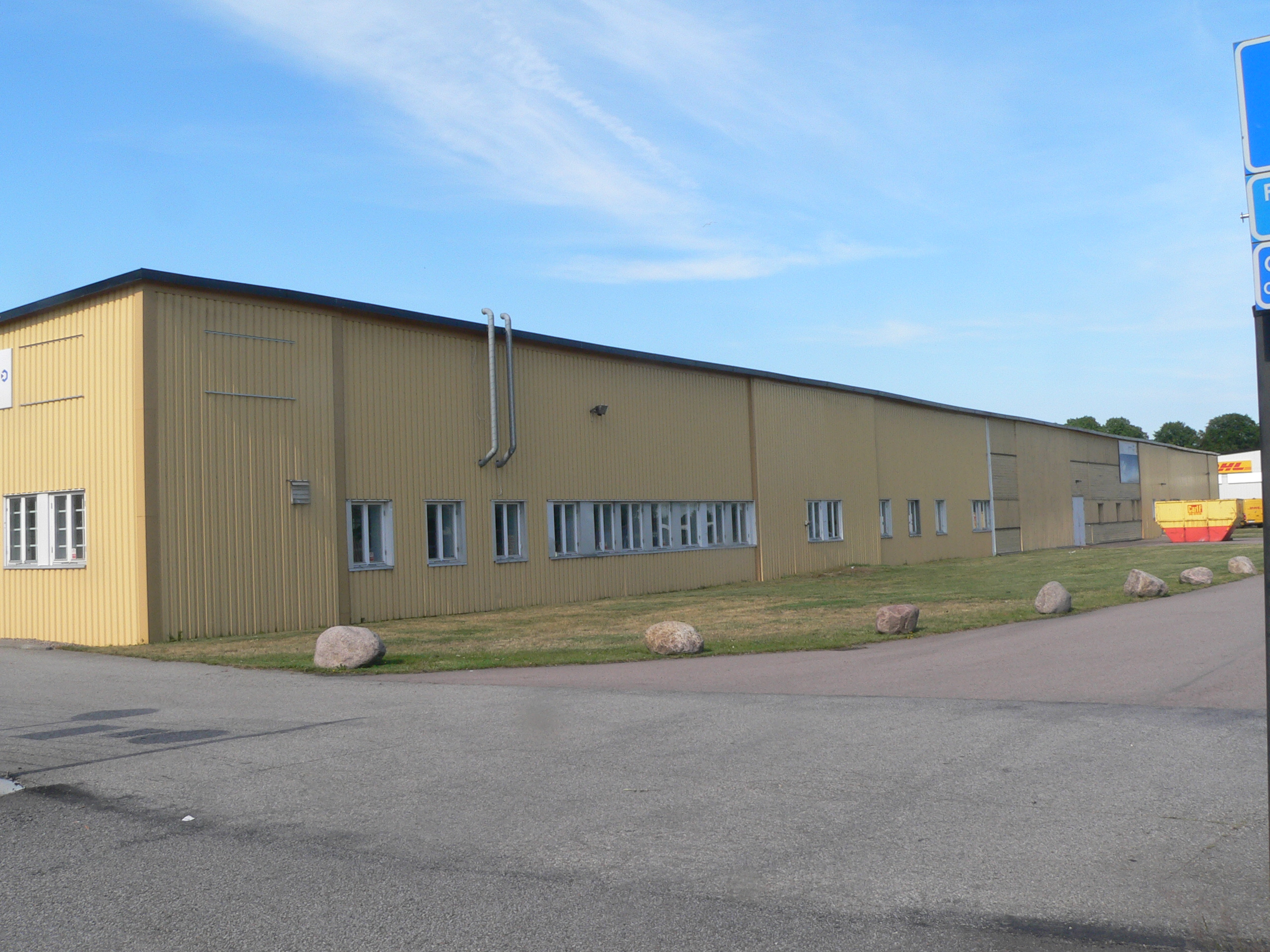
En av F10:s hangarer finns kvar (på Höjdrodergatan 29), men portarna på fasaden är numera ersatta av en vägg.
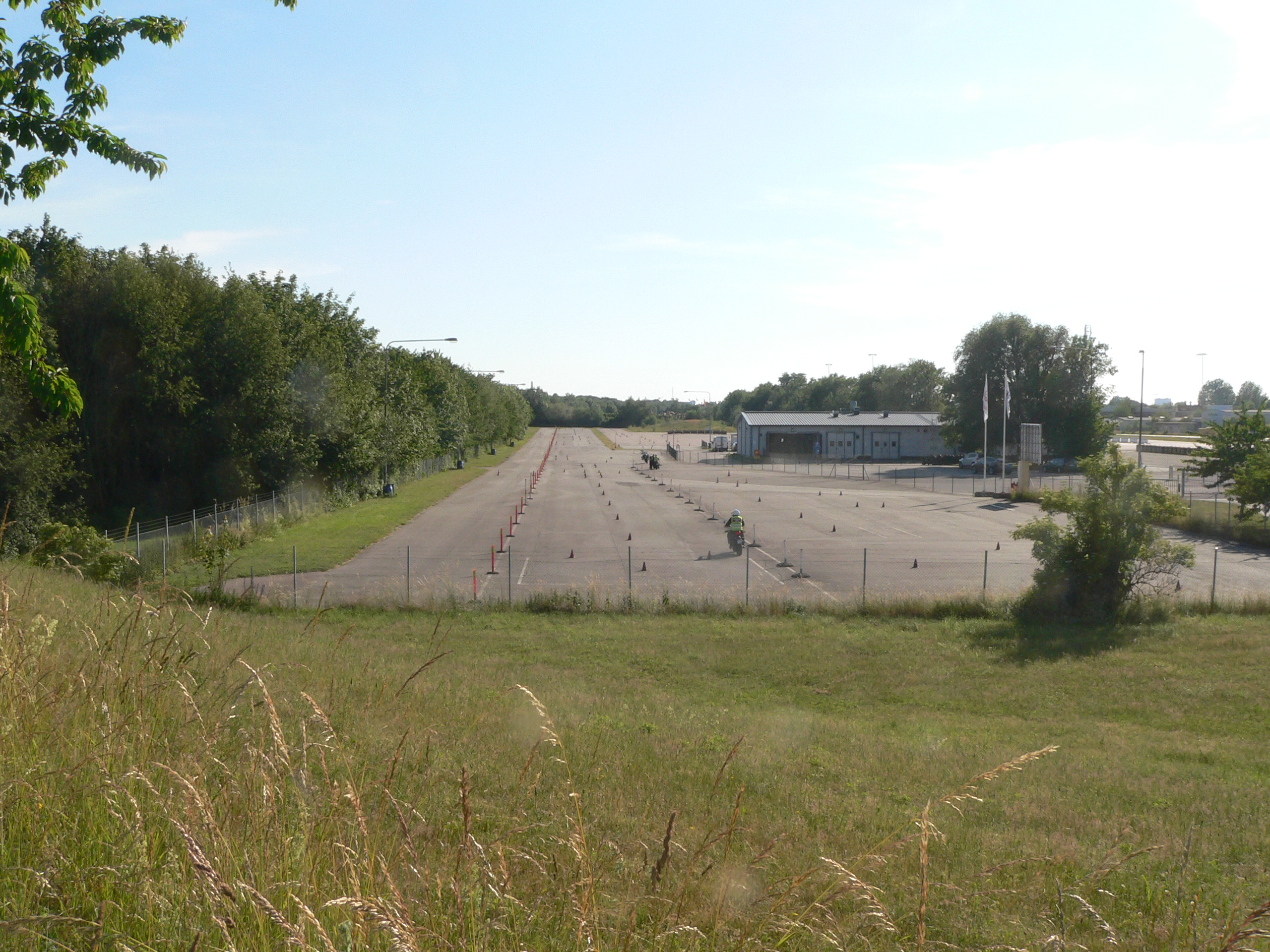
Östra delen av den 1900 m långa och 60 m breda belagda start- och landningsbanan finns kvar och används som trafikövningsplats med halkbana.
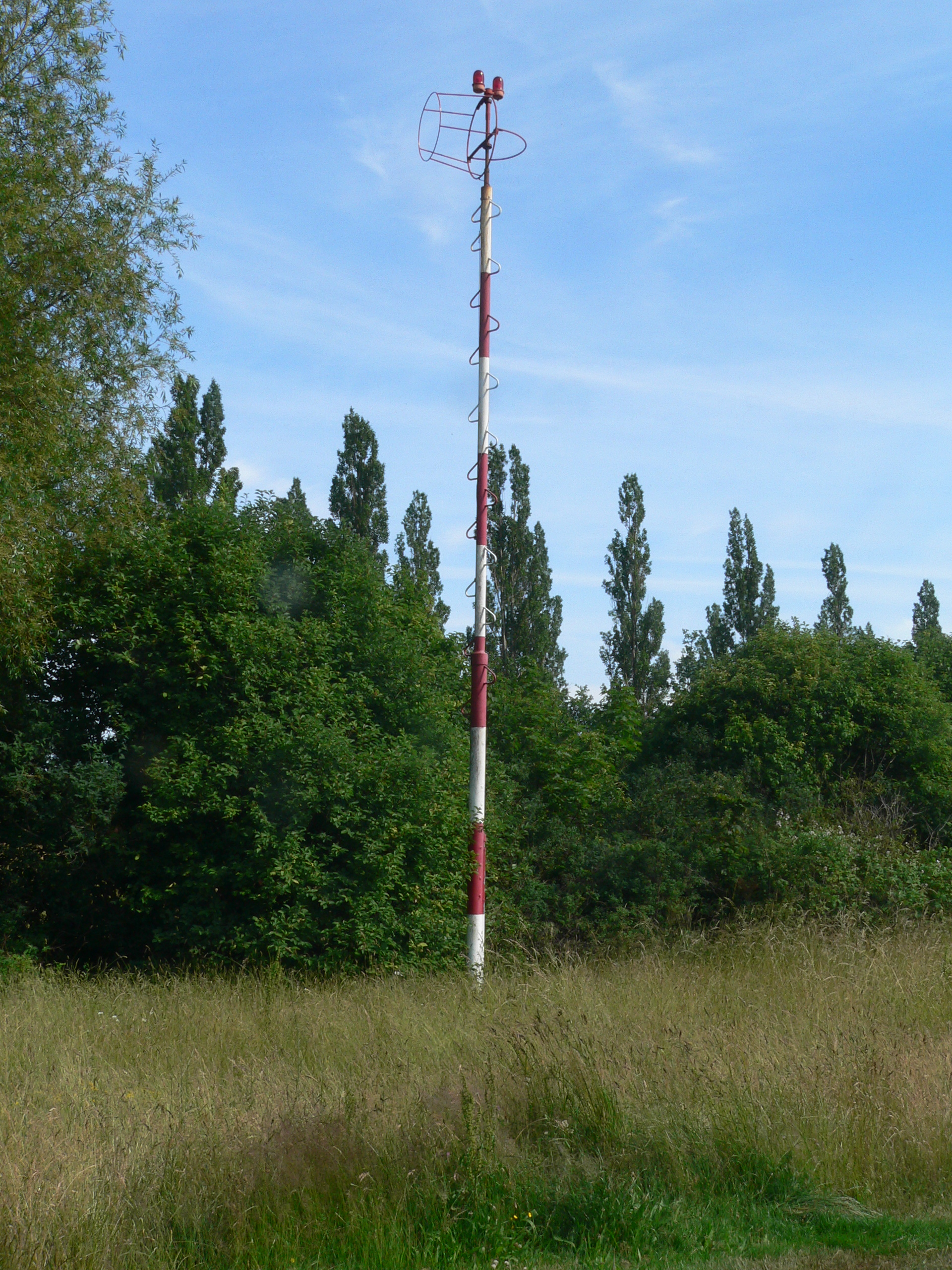
En bevarad mast för en vindstrut har placerats i Flygfältsparken.
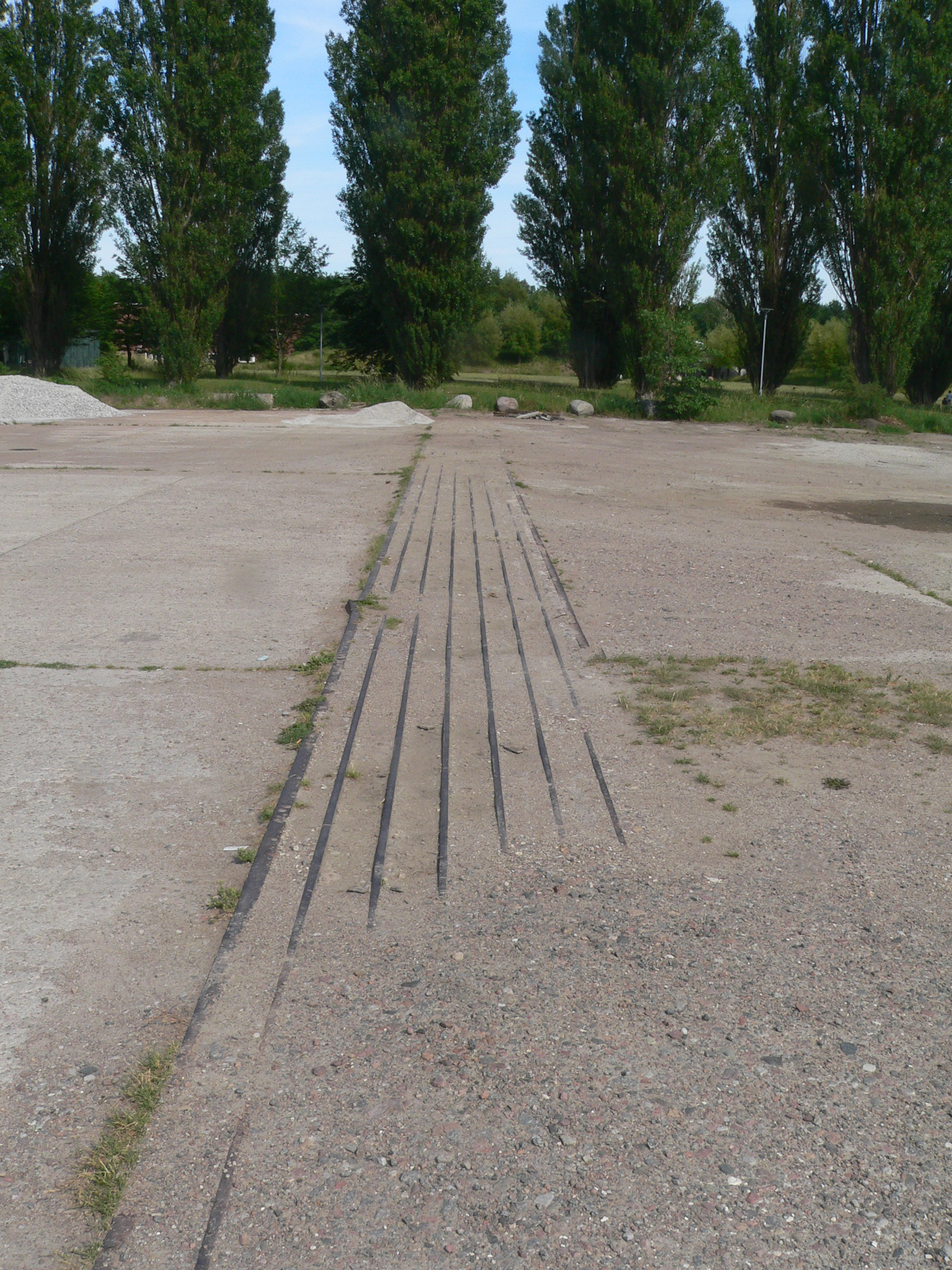
Av den 100 meter långa, 30 meter breda och åtta meter höga hangar 3 finns bara en sträcka av spåren till skjutdörrarna kvar. (Spåren revs upp under vintern 2020–2021 och finns inte längre kvar.)